# Silver Cliff (Wisconsin)
Silver Cliff es un pueblo ubicado en el condado de Marinette en el estado estadounidense de Wisconsin. En el Censo de 2010 tenía una población de 491 habitantes y una densidad poblacional de 1,77 personas por km².

## Geografía
Silver Cliff se encuentra ubicado en las coordenadas 45°27′22″N 88°19′14″O / 45.45611, -88.32056. Según la Oficina del Censo de los Estados Unidos, Silver Cliff tiene una superficie total de 277.02 km², de la cual 273.98 km² corresponden a tierra firme y (1.1%) 3.04 km² es agua.

## Demografía
Según el censo de 2010, había 491 personas residiendo en Silver Cliff. La densidad de población era de 1,77 hab./km². De los 491 habitantes, Silver Cliff estaba compuesto por el 99.39% blancos, el 0.41% eran afroamericanos, el 0% eran amerindios, el 0% eran asiáticos, el 0% eran isleños del Pacífico, el 0% eran de otras razas y el 0.2% pertenecían a dos o más razas. Del total de la población el 0.61% eran hispanos o latinos de cualquier raza.